# Дэнкоу
Дэнко́у (кит. упр. 磴口, пиньинь Dèngkǒu) — уезд городского округа Баян-Нур автономного района Внутренняя Монголия (КНР).

## География
Дэнкоу в основном расположен на равнине. Рельеф уезда можно условно разделить на горы, пустыню, равнину и реки. Горы расположились на севере, песчаные дюны — на западе (пустыня Улан-Бух), на востоке — равнина реки Хуанхэ. Наибольшая высота до 2 046 метров. Здесь умеренно континентальный муссонный климат. Среднегодовая температура составляет +7,4 ℃, годовое количество осадков 148,6 мм, летний период 130 дней.

## История
Во времена империи Цин эти территории находились под властью монгольских алашаньских князей, и назывались «княжескими землями» (王爷地). Когда в 1925 генерал Фэн Юйсян восстал в Уюане и отправился с войсками на северо-запад, то, проходя через эти места, оставил здесь военный пост. В 1929 году нанкинское правительство указом создало уезд Дэнкоу провинции Нинся, однако уездные власти не имели реальной силы, люди продолжали подчиняться алашаньским князьям. Ситуация изменилась лишь после того, как губернатором провинции Нинся в 1932 году стал Ма Хункуй, сумевший взять эти места под контроль центрального правительства.
В 1949 году эти земли перешли под контроль коммунистов. В апреле 1954 года в составе провинции Нинся был образован Монгольский автономный район (蒙古自治区), в состав которого вошли хошун Алашань и уезд Дэнкоу. В октябре того же года, в связи с расформированием провинции Нинся и включением её территории в состав провинции Ганьсу, Монгольский автономный район также перешёл в состав провинции Ганьсу. В марте 1955 года Монгольский автономный район был переименован в Монгольскую автономную область (蒙古自治州), а в ноябре — в Баиньхото-Монгольскую автономную область (巴音浩特蒙族自治州). 
В феврале 1956 года уезд Дэнкоу был передан в состав  аймака Баян-Нур автономного района Внутренняя Монголия. В 1960 году уезд Дэнкоу был преобразован в город Баян-Гол, однако в 1964 году город Баян-Гол был расформирован и вновь преобразован в уезд Дэнкоу аймака Баян-Нур.
1 декабря 2003 года решением Госсовета КНР аймак Баян-Нур был преобразован в городской округ.

## Административное деление
Уезд Дэнкоу делится на 4 посёлка и 1 сомон.

## Экономика
В уезде активно развиваются солнечная энергетика и мощности по накоплению энергии.